# RATP
Công ty quản lý giao thông công cộng Paris (tiếng Pháp: Régie autonome des transports parisiens/RATP) là một công ty lớn trực thuộc nhà nước của Pháp. Công ty này có trách nhiệm quản lý, điều hành hệ thống tàu điện ngầm cũng như mạng lưới các phương tiện giao thông công cộng đô thị tại Paris và các vùng lân cận: xe buýt, tàu điện và một phần của tuyến RER A và B.
Công ty được thành lập năm 1949 (theo bộ luật được ký 23 tháng 3 năm 1948) để thay thế cho Công ty đường sắt đô thị Paris (Compagnie du chemin de fer métropolitain de Paris/CMP) và Công ty giao thông công cộng vùng Paris (Société des transports en commun de la région parisienne/STCRP) để quản lý toàn bộ mạng lưới giao thông công cộng ngầm và lộ thiên của Paris và vùng ngoại ô lân cận nơi mà trước đây được phục vụ bởi các công ty tư nhân. RATP được coi là một Công ty nhà nước theo ngạch Công nghiệp và Thương mại trong bộ luật hành chính Pháp.

## Mạng lưới giao thông của RATP

### Hiện tại
Hệ thống giao thông công cộng được RATP khai thác bao gồm :
- Xe buýt: Tổng cộng 274 tuyến buýt với tổng chiều dài 3 403 km được khai thác để phục vụ toàn bộ vùng (trong đó có 59 tuyến nội thành Paris với tổng chiều dài 569 km)
- Tàu điện: 3 tuyến với tổng chiều dài 30.2 km
- Tàu điện ngầm: 16 tuyến (trong đó có tuyến 14 - Météor - là hoàn toàn tự động) với chiều dài 212 km (169 km trong nội thành Paris) và 298 bến.
- RER: Tuyến A (trừ nhánh phía Tây Nanterre-Préfecture đến Cergy và Poissy), tuyến B (trừ nhánh phía Bắc từ bến Gare du Nord). Tổng cộng hơn 115 km.
- Thang máy đồi Montmartre: 100m
- Tuyến buýt Trans-Val-de-Marne (TVM, tuyến buýt có đường riêng).

### Tương lai
Trong số các dự án của RATP, nổi bật nhất là dự án Métrophérique (Tuyến tàu điện ngầm vành đai), một dự án xây dựng tuyến tàu điện ngầm vòng quanh Paris, cho phép phục vụ các xã (commune) trong khu vực Vành đai nhỏ. Mục đích nữa của dự án này là để hoàn thiện nốt Orbital và Orbival - hai dự án khác được vùng Île-de-France phát triển để phục vụ cho giao thông công cộng vùng ngoại ô Paris. Để có thể thực hiện, các dự án này phải được bàn thảo trong năm 2007, sau đó phải chờ vốn, có thể là đóng góp chung của cả vùng Île-de-France, các tỉnh (département), nhà nước và RATP.
Ngoài ra, RATP còn có các dự án tiếp tục nối dài và mở tuyến mới các tuyến métro, tàu điện và buýt trong nội hạt Paris cũng như cả vùng Ile de France

### Thống kê cơ bản
Tổng lượng hành khách được phục vụ trong năm 2004 là 2 771.2 triệu lượt, trong đó bao gồm:
- Tàu điện ngầm: 1335,7 triệu lượt (chiếm 48%)
- Xe buýt nội thành Paris: 352,5 triệu lượt (chiếm 12%)
- Xe buýt ngoại ô Paris: 587,8 triệu lượt (chiếm 22%)
- RER A và RER B: 437,8 (chiếm 15%)
- Tàu điện: 57,7 (chiếm 2%)

Năm 2006, tổng số lượt khách được phục vụ là 2 865 triệu lượt, tăng 1.9% so với năm 2005.

## Tổ chức
RATP được tổ chức phân cấp quản lý theo các vùng mà công ty phục vụ giao thông, trụ sở chính là Maison de la RATP được đặt tại quận 12, Paris. Trụ sở chia ra thành các ban có các chức năng riêng, mỗi ban phân chia các đơn vị quản lý theo vùng, các đơn vị này tập hợp lại thành 19 đơn vị vùng. Ngoài ra, toàn bộ RATP được tổ chức thành các thành phần chuyên môn chính tại các lĩnh vực hoạt động lớn như: giao thông, nghiên cứu áp dụng kỹ thuật và các hoạt động hiệu quả hóa không gian giao thông.

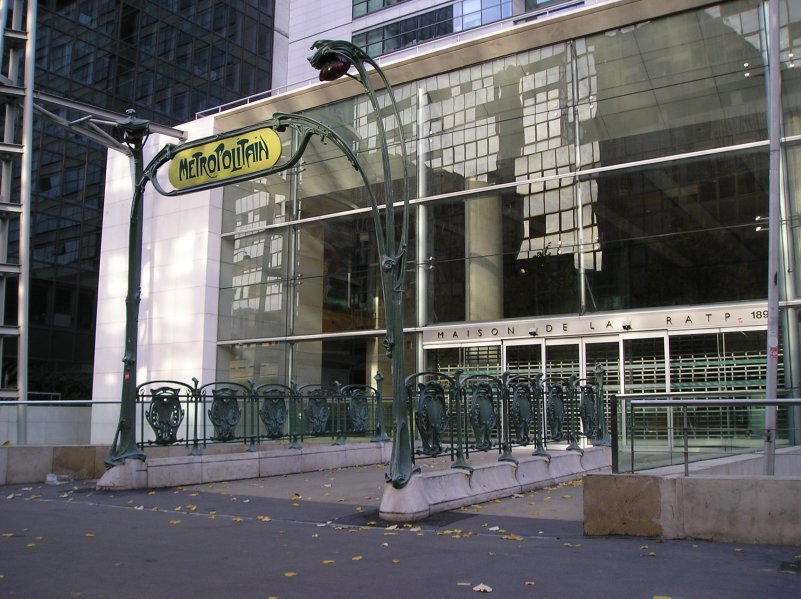
Trụ sở chính của RATP (Maison de la RATP) tại quận 12, Paris

Tổ chức hành chính của RATP còn được phát triển theo ngạch ngang, nhất là về các chức năng giám sát quản lý, nhân sự, thương mại và thông tin, liên lạc để tăng cường hiệu quả của cấu trúc quản lý phân cấp.
- RATP Développement là công ty con của RATP và TRANSDEV (RATP 75% và TRANSDEV 25% vốn) có chức năng liên kết, hợp tác với các đối tác trong nước và quốc tế để tham gia các dự án tại Pháp và trên thế giới trong các lĩnh vực hoạt động của công ty mẹ.

### Các giám đốc điều hành của RATP
- Christian Blanc: 1989-1992
- Francis Lorentz: 1992-1994
- Jean-Paul Bailly: 1994-2002
- Anne-Marie Idrac: 2002-2006
- Pierre Mongin: từ 2 tháng 7 2006

## Thành tựu và hạn chế
Năm 2001, "RATP France" được thành lập để bảo đảm sự thông suốt cũng như đảm bảo tính nội bộ của các hoạt động liên quan tới các hợp đồng giữa RATP và STIF cũng như các hoạt động phát triển khác.Tháng 1, năm 2002, RATP và Ngân hàng quốc gia CDC (Caisse des dépôts et consignations) đã ký bản thỏa thuận hỗ trợ, hợp tác cùng phát triển trong các hoạt động thuộc lĩnh vực giao thông vận tải tại Pháp và quốc tế. RATP cũng đã tham gia ký Hiệp ước Doanh nghiệp vừa và nhỏ của Pháp.
Dưới nhãn hiệu RATP France, RATP Développement đã tham gia với tư cách là ban quản lý, thực hiện, hỗ trợ kỹ thuật vào nhiều dự án phát triển các vùng đô thị Pháp như: Mulhouse, Clermont-Ferrand, Annemasse, Chelles, Saint-Quentin-en-Yvelines... RATP France đã thực hiện nhiều công trình nghiên cứu, giám định các mạng lưới giao thông, các điểm trung chuyển, liên thức giao thông và các dự án giao thông khác nhau.
RATP đã sáng lập ra công ty XELIS (một công ty chuyên tư vấn - nghiên cứu áp dụng kỹ thuật trong lĩnh vực giao thông và cơ sở hạ tầng), cũng như đáp ứng yêu cầu của STIF để trở thành đơn vị thực hiện các dự án giao thông vùng Ile de France.
Công ty cũng tham gia cùng Cơ quan hỗ trợ dân sự quốc gia (Fédération nationale de protection civile - FNPC) để đào tạo và cấp Chứng chỉ đào tạo sơ cứu trên đường. Ngoài ra, Hiệp hội cấp cứu viên RATP cũng được thành lập và sáp nhập vào FNPC.
Hiện nay, một trong những vấn đề lớn của ngành giao thông công cộng Pháp nói chung và của RATP nói riêng, ngoài việc trễ giờ (đặc biệt trên các tuyến RER), là vấn đề đình công. Hệ thống RER, métro và buýt luôn bị đình trệ một phần hay hoàn toàn nhiều lần mỗi năm đã ảnh hưởng nghiêm trọng đến những người sử dụng. Dần dần, các cuộc đình công ngày càng ít đi nhưng thời gian mỗi cuộc đình công lại kéo dài hơn. Điều đó có nghĩa là có thể có những tuyến giao thông công cộng bị đình trệ hoàn toàn trong một thời gian thay vì chỉ giảm đến mức tối thiểu tần suất các chuyến phục vụ như trước đây. Năm 2001, thống kê cho thấy trung bình có khoảng 0.2 ngày đình công trên mỗi nhân viên RATP mỗi năm . Vấn đề này có ảnh hưởng lớn tới kinh tế và lợi tức của cả vùng Ile de France khi một phần lớn dân số cả vùng phụ thuộc vào RATP. Và khái niệm dịch vụ tối thiểu (những người làm dịch vụ xã hội phải đáp ứng được mức phục vụ tối thiểu trong thời gian diễn ra đình công) không được tất cả các công đoàn chấp nhận và rằng những người sử dụng dịch vụ này không được coi là khách hàng mà chỉ là người sử dụng. Sự bất đồng quan điểm giữa công đoàn và công ty cũng như trong nội bộ các công đoàn khiến cho tình trạng đình công vẫn luôn tiếp tục diễn ra.
Các panô, áp phích quảng cáo trong các bến métro Paris đã đem lại cho RATP những khoản thu khá lớn để trang trải cho việc bảo dưỡng sửa chữa, nâng cấp cơ sỏ hạ tầng và chất lượng phục vụ. Song bên cạnh đó vẫn còn tồn tại sự tranh cãi về việc chống lại việc những quảng cáo xuất hiện trong métro. Những người theo phe chống quảng cáo đã có những hành động như bóc dỡ những tấm quảng cáo hay sơn vẽ lên trên những áp phích quảng cáo đó.

Bên trong bến chờ métro Jussieu, tuyến số 10

### Bài viết liên quan
- Tàu điện ngầm Paris • Mạng lưới xe buýt Paris • RER vùng Ile de France • Tàu điện Paris và vùng phụ cận
- Thẻ Passe Navigo • Thẻ Orange • Thẻ Intégrale • Thẻ Imagine'R • Thẻ Améthyste • Vé T+
- STIF • SNCF
- SIEL